# 애슐리 힌쇼
애슐리 힌쇼(Ashley Hinshaw, 1988년 12월 11일 ~ )는 미국의 배우이다.

## 출연 작품
- 아메리칸 미러 - 인티메이션스 오브 이모텔러티 (2018)
- 스타트업 (2016)
- 더 그라운드 (2014)
- 더 피라미드 (2014)
- 굿바이 투 올 댓 (2014)
- 스네이크 앤 몽구스 (2013)
- 플러스 원 (2013)
- 라이츠 오브 패시지 (2012)
- LOL (2012)
- 어바웃 체리 (2012)
- 크로니클 (2012)